# 拉贾·哈吉·阿卜杜拉机场
拉贾·哈吉·阿卜杜拉机场是印度尼西亚廖内群岛省卡里汶县大卡里汶岛丹戎巴莱的一座机场。

## 航空公司和目的地
| 航空公司 | 目的地           |
| -------- | ---------------- |
| 苏西航空 | 新及岛、北干巴鲁 |